# Lesze

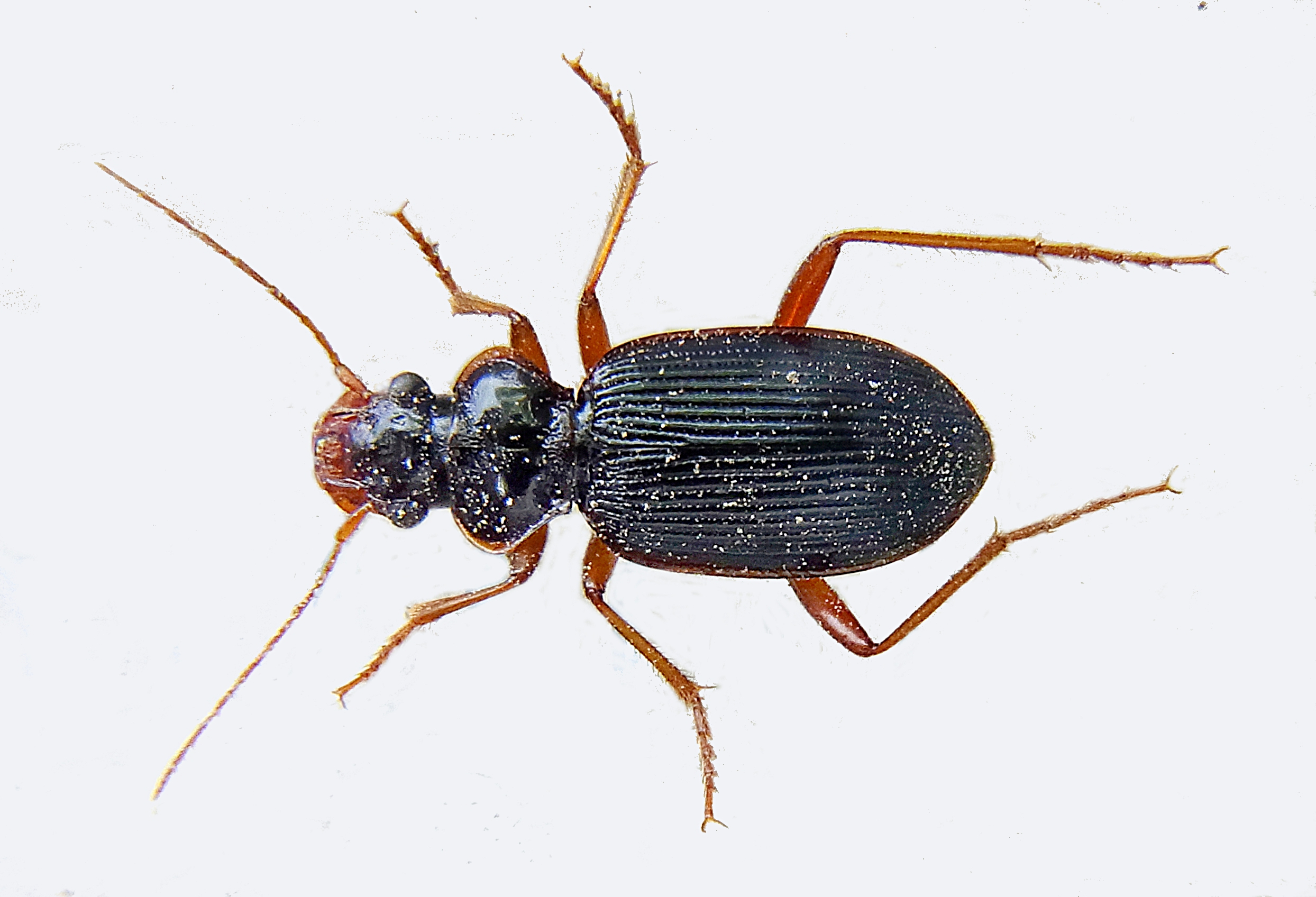
Leistus rufomarginatus

Lesze (Nebriini) – plemię chrząszczy z rodziny biegaczowatych i podrodziny leszowych.

## Morfologia i zasięg
Oczy dobrze rozwinięte. Przednie golenie pozbawione wcięcia. Pokrywy z obrzeżeniem przynasadowym, osobno lub wspólnie zaokrąglone przy wierzchołku.
Przedstawiciele plemienia występują w krainach palearktycznej, nearktycznej i orientalnej, największą różnorodność gatunkową osiągając w tej pierwszej. W Polsce występuje około 15 gatunków z rodzajów Nebria i Leistus.

## Taksonomia
Takson ten wprowadzony został w 1834 roku przez Francisa de Laporte’a de Castelnau.
Opisano dotychczas 5 rodzajów z tego plemienia:
- Archastes Jedlicka, 1935
- Archileistobrius Shilenkov et Kryzhanovskij, 1983
- †Ledouxnebria Deuve, 1998
- Leistus Frolich, 1799 – rękatek, rękosz
- Nebria Latreille, 1802 – lesz